# 1421: The Year China Discovered the World
1421: The Year China Discovered the World (em português: 1421 — O ano em que a China descobriu o mundo) é uma obra literária escrita pelo oficial reformado da Marinha britânica, Gavin Menzies, publicada em 2002.
Trata-se de uma obra resultante de uma pesquisa histórica que aponta evidências da exploração do globo pelas frotas marítimas chinesas entre os anos de 1421 - 1423 (final do reinado de Zhu Di, terceiro imperador da Dinastia Ming).
Segundo a obra, os chineses através das frotas de seus almirantes Zheng He, Zhou Man, Hong Bao e Zhou Wen, teriam entre outras façanhas: contornado o Cabo da Boa Esperança após atravessar o Oceano Índico; cruzado o Oceano Atlântico a partir da África Ocidental; descido a costa da América do Sul até passar pelo Estreito de Magalhães; explorado a costa oeste das Américas; atravessado o Oceano Pacífico; e chegado até a Austrália.
Para juntar provas que confirmem que as rotas marítimas das navegações chinesas foram realizadas antes do europeus, o autor visitou 120 países, mais de 900 museus e bibliotecas e os principais portos marítimos do final de Idade Média.
A tese de Menzies tem sido descartada como "disparate" por historiadores profissionais. Ao mesmo tempo criticada pela completa falta de metodologias sérias e ausência de rigor científico completo consequência de uma profunda incapacidade para problematizar dados históricos. Nestas condições, de pouco valem os 900 museus e os países que o autor não soube interpretar com qualquer rigor.